# 2010 en Éthiopie
Cet article présente les faits marquants de l'année 2010 en Éthiopie.

## Évènements

### Janvier
- Dimanche 25 janvier 2010 : un Boeing 737-800 d'Ethiopian Airlines s'abîme en Méditerranée au large du Liban, quelques minutes après son décollage en pleine tempête de l'aéroport de Beyrouth à destination d'Addis-Abeba, avec 90 personnes à bord.

### Février
- Mardi 9 février 2010 : le Boeing 737-800 d'Ethiopian Airlines qui s'est abîmé au large du Liban le 25 janvier avec 90 personnes à bord « a explosé en vol et sa carlingue, ainsi que les [corps] des personnes à bord se sont dispersés en mer, en différents lieux » juste après son décollage de l'aéroport de Beyrouth. « Les corps repêchés en premier étaient intacts » mais par la suite, « des membres de corps ou des corps défigurés » ont été remontés ce qui indique que l'avion a explosé. Un responsable du ministère de la Défense avait affirmé le jour de l'accident que le Boeing s'était désintégré en quatre morceaux avant de s'abîmer, alors que d'autres autorités avaient immédiatement écarté l'hypothèse d'un « acte de sabotage »[1].

- Jeudi  11 février 2010 : le ministre de l'Information libanais, Tarek Mitri, assure qu'il n'y a « absolument aucune preuve » attestant la thèse d'« un acte de sabotage ou un acte terroriste » contre le Boeing 737-800 d'Ethiopian Airlines qui s'est abîmé en mer le 25 janvier avec 90 personnes à bord, tout en appelant à éviter les conclusions hâtives tant que l'enquête était en cours.

### Avril
- Samedi 24 avril 2010 : une explosion dans un café d'Adi Haro, prêt de la frontière avec l'Érythrée, cause la mort de 5 personnes et fait au moins 20 blessés. Les pays maintiennent dans le secteur un important dispositif militaire en raison d'un différend frontalier persistant.

### Mai
- Mardi 4 mai 2010 : le rapport préliminaire sur l'accident de l'avion de ligne d'Ethiopian Airlines au large du Liban dans lequel ont péri 90 personnes montre clairement une erreur de pilotage : « L'accident était dû à un enchaînement d'erreurs de la part des pilotes qui n'ont pas tenu compte des indications fournies par les instruments […] l'appareil était en parfait état de fonctionnement jusqu'au dernier moment [mais] le pilote et le copilote avaient peu d'expérience sur cet appareil [(1 mois et 4 mois) et pensaient] que le pilotage automatique avait été enclenché [alors] aucun d'eux n'avait remarqué que le témoin lumineux n'était pas allumé »[2].

- Vendredi 14 mai 2010 : quatre pays d'Afrique de l'Est — l'Éthiopie, l'Ouganda, le Rwanda et la Tanzanie — ont signé à Entebbe un nouvel accord, en négociation depuis une dizaine d'années, sur le partage des eaux du Nil, en l'absence du Burundi et de la République démocratique du Congo, et malgré le boycott de l'Égypte et du Soudan, farouchement opposés à ce projet, dont tous les détails n'ont pas été rendus publics. Selon le texte, la nouvelle Commission du Bassin du Nil sera chargée de recevoir et approuver tous les projets (canaux d'irrigation, barrages…) concernant le fleuve. Elle sera basée à Addis-Abeba et comptera des représentants des neuf pays concernés[3].

- Jeudi 20 mai 2010 : les forces armées annoncent avoir tué 59 rebelles du  Front national de libération de l'Ogaden (ONLF) et en avoir blessés 32 autres, lors de l'attaque menée par ces derniers en début de semaine contre la garnison de Malqaqa, une localité de l'Ogaden (est de l'Éthiopie) situé entre Harar et Jijiga. De son côté l'ONLF affirme avoir tué 94 soldats éthiopiens lors de cette attaque[4].

- Dimanche 23 mai 2010 : élections législatives générales pour lesquelles le premier ministre sortant, Meles Zenawi, au pouvoir depuis 19 ans, est donné grand favori. Près de 32 millions d'électeurs sont appelés aux urnes pour ce quatrième scrutin multipartite de l'histoire du pays. Parmi les forces politiques en présence : le Front démocratique révolutionnaire des peuples éthiopiens (FDRPE), au pouvoir, aligne 501 candidats; en face, la coalition de l'opposition, le Forum pour la démocratie et le dialogue (Medrek), en présente 421. Le gouvernement sortant présente un bon bilan économique : croissance d'environ 10 %, inflation maîtrisée et exportations en hausse.

- Lundi 24 mai 2010 : les élections législatives se sont déroulées sans incident majeur dimanche dans tout le pays avec une forte participation. Mais l'opposition affirme qu'il y avait eu des fraudes en faveur du parti au pouvoir, alors que l'ONG Human Rights Watch (HRW) dénonce des manœuvres d'intimidation et des restrictions illégales aux médias.

- Mardi 25 mai 2010 : les premiers résultats montrent due le parti du premier ministre Meles Zenawi est en passe de gagner largement les élections législatives. Des dizaines de milliers de ses partisans se sont rassemblés au centre d'Addis-Abeba pour l'acclamer. D'autres rassemblements ont eu lieu dans d'autres villes comme Bahir Dar.

### Juin
- Vendredi 18 juin 2010 : selon l'OMS et l'UNICEF, l'épidémie de rougeole qui se développe en Afrique de l'est et australe, a déjà touché 2 108 enfants et causé 8 décès en Éthiopie.

### Septembre
- Dimanche 26 septembre 2010 :
  - L'Éthiopienne Aberu Kebede a remporté l'épreuve féminine du marathon de Berlin en 2 heures  23 minutes et 58 secondes, devant sa compatriote Bezunesh Bekele et la Japonaise Tomo Morimoto.
  - Un petit bateau transportant 85 passagers (75 éthiopiens et 10 somaliens), vers le Yémen, a chaviré dans le golfe d'Aden. Malgré la présence du  contre-torpilleur américain « Winston Churchill », 13 personnes ont péri noyés et 8 autres sont portées disparues[5].

### Octobre
- Mardi 12 octobre 2010 : une faction du Front national de libération de l'Ogaden, un mouvement sécessionniste, a signé à Addis-Abeba, un accord de paix entre le ministre des Affaires fédérales, Shiferaw Tekle Mariam et le président du Conseil suprême de l'ONLF, Salahdin Abdurahman Maow. Mais une autre partie de l'ONLF qualifie cet accord de « hors sujet » estimant que les signataires « ne représentent personne » et que « les combats vont continuer »[6].